# چرخ‌دنگ خارشاخکی
چرخ‌دنگ خارشاخکی (انگلیسی: Pin-pallet escapement) یک سازوکار تنظیم زمان در ساعت‌های مکانیکی است که در قرن هجدهم اختراع شد. این نوع چرخ‌دنگ به دلیل سادگی و هزینه ساخت پایین، در ساعت‌های ارزان‌قیمت و تولید انبوه مورد استفاده قرار می‌گرفت.
چرخ‌دنگ خارشاخکی از یک چرخ گریز با خارهای (پین‌های) عمودی و یک استوانه یا دیسک (شاخک) تشکیل شده است که به آونگ متصل است. در حین نوسان آونگ، خارهای چرخ گریز با استوانه درگیر شده و آن را به حرکت درمی‌آورند. این حرکت کنترل‌شده چرخ گریز باعث می‌شود که چرخ‌دنده‌های ساعت با سرعت ثابتی بچرخند و زمان را اندازه‌گیری کنند.
با این حال، چرخ‌دنگ خارشاخکی دارای معایب قابل توجهی است. اصطکاک و سایش زیادی بین پین‌ها و استوانه وجود دارد که باعث کاهش دقت زمان‌سنجی و نیاز به تعمیر و نگهداری مکرر می‌شود. همچنین، این سازوکار به تغییرات دما و رطوبت حساس است که می‌تواند بر عملکرد آن تأثیر بگذارد.
به دلیل این معایب، چرخ‌دنگ خارشاخکی در ساعت‌های با کیفیت بالا استفاده نمی‌شود و در نهایت با سازوکارهای پیشرفته‌تری مانند چرخ‌دنگ لنگری جایگزین شد. با این حال، این چرخ‌دنگ به دلیل سادگی و هزینه پایین، در تولید انبوه ساعت‌های ارزان قیمت در قرن نوزدهم و اوایل قرن بیستم نقش مهمی داشت.

## نام‌ها
چرخ‌دنگ خارشاخکی را با این نام‌ها نیز نامیده‌اند:
- چرخ‌دنگ روس‌کوپف، که به نام مخترع آن، ژرژ فردریک روس‌کوپف، نامگذاری شده است که آن را در کتاب «ساعت پرولتاریا» خود در سال ۱۸۶۷ رایج کرد. در آلمانی به این سازوکار، چرخ‌دنگ کارگران می‌گویند.

نام‌های دیگر این سازوکار یعنی خارشاخکی و خاراهرمی به طراحی چرخ‌دنگ اشاره دارند:
- خارشاخکی: این نام بر استفاده از خارها بر روی چرخ گریز (به جای دندانه‌های سنتی) و شاخک‌ها روی اهرم تأکید دارد. این خارها با شاخک‌ها تعامل دارند تا ضربه‌ای را که چرخ تعادل را در حال نوسان نگه می‌دارد، فراهم کنند.
- خاراهرمی: این نام بر وجود یک اهرم تأکید دارد که توسط خارهای روی چرخ گریز به حرکت در می‌آید. این اهرم به نوبه خود، حرکت چرخ تعادل را کنترل می‌کند و زمان‌سنجی ساعت را تنظیم می‌کند.

در اصل، چرخ‌دنگ روس‌کوپف یک نسخه ساده شده از چرخ‌دنگ اهرمی است که در آن جواهرات شاخک با خارهای فلزی عمودی جایگزین می‌شوند. این طراحی ساده شده، تولید چرخ‌دنگ روس‌کوپف را ارزان‌تر کرد، اما همچنین دقت آن را نسبت به سایر چرخ‌دنگ‌های اهرمی کاهش داد. با این حال، این هنوز یک نوآوری قابل توجه بود، زیرا امکان تولید انبوه ساعت‌های مکانیکی مقرون‌به‌صرفه را فراهم کرد و آنها را در دسترس مخاطبان وسیع‌تری قرار داد.